# Ирсаева, Нурия Исхаковна
Нурия́ Исха́ковна Ирса́ева (баш. Ирсаева Нурия Исхаҡ ҡыҙы; род. 13 октября 1942, Канбеково, Миякинский район, Башкирская АССР, СССР) — советская и российская актриса, заслуженная (1972) и народная артистка Башкирской АССР (1980) и Татарстана (1998), народная артистка РСФСР (1984). Кавалер ордена Дружбы народов (2017).
Дочь Гульназ Ирсаева 
внучка Карина Ирсаева 
внучка Анастасия Круглова

## Биография
Ирсаева Нурия Исхаковна родилась 13 октября 1942 года в д. Канбеково Миякинского района Башкирской АССР.
В 1965 году окончила Уфимское училище искусств, а в 1987 году заканчивает Уфимский государственный институт искусств.
Дебютировала на сцене Башкирского академического театра драмы имени Мажита Гафури в роли Веры в пьесе Сергея Тимофеевича Кайтова «Дети мои» в постановке режиссёра Ш. Муртазиной.

## Роли в спектаклях
- Сарвар («Башмачки» Х. Ибрагимова);
- Галиябану («Галиябану» М. Файзи);
- Ильгиза («Матери ждут сыновей» А. Мирзагитова);
- Галия («Неотосланные письма» А. Кутуя — Р. Исрафилова)
- Майсара («Голубая шаль» К. Тинчурина)
- Серафина («Женщины Нискавуори» Х. Вуолийоки)
- Миляуша («Миляуша, горькая рябина» Н. Асанбаева)
- Айгуль («Страна Айгуль» М. Карима)
- Домна Пантелеевна («Таланты и поклонники» А. Н. Островского)
- Мария («Святая святых» И. Друцэ)
- Вера («Мои дети» С. Кайтова)
- Айсылу («Лунные вечера Айсылу» И. Абдуллина) и другие.
- Амина («Цена счастья» Х. Мударисова)

## Фильмография
- «Возвращение чувств» (1979) — Назира, главная роль;
- «Двое на голой земле» (1989) — Ирина, главная роль.

## Награды и звания
- Заслуженная артистка Башкирской АССР (1972);
- Народная артистка Башкирской АССР (1980);
- Народная артистка РСФСР (1984);
- Серебряная медаль имени А. Д. Попова (1985);
- Республиканская премия имени Салавата Юлаева (1987);
- Народная артистка Республики Татарстан (1998);
- Орден Дружбы народов (2017, Башкортостан).